# Micrurus stuarti
Espèce
Statut de conservation UICN

 LC  : Préoccupation mineure
Micrurus stuarti est une espèce de serpents de la famille des Elapidae.

## Répartition
Cette espèce est endémique du Guatemala. Elle se rencontre du département de San Marcos à celui de Suchitepéquez.

## Description
C'est un serpent venimeux.

## Étymologie
Cette espèce est nommée en l'honneur de l'herpétologiste américain Laurence Cooper Stuart (1907-1983).

## Publication originale
- Roze, 1967 : A check list of the New World venomous coral snakes (Elapidae), with descriptions of new forms. American Museum Novitates, no 2287, p. 1-60 (texte intégral).